# Yasuo Naitō
Yasuo Naitō (jap. 内藤靖雄 Naitō Yasuo; ur. 28 listopada 1942 w prefekturze Hiroszima) – japoński lekkoatleta, chodziarz.
Podczas igrzysk olimpijskich w Tokio (1964) został zdyskwalifikowany w chodzie na 20 kilometrów.

## Rekordy życiowe
- Chód na 20 kilometrów – 1:37:05 (1964)